# ポリ袋レシピ
ポリ袋レシピ（ポリぶくろレシピ）またはパウチクック、パッククッキングとは、日本のフードデザイン研究所所長でもある料理家・川平秀一（かわひら ひでかず）が、業務用に用いられる真空調理法を一般家庭で実現すべく考案した調理法である。
後述のとおり業務用フィルム袋の代わりに一般的なポリ袋を用いて半真空状態にした具材を湯煎し真空調理法と同様の効果を得るもので、これにより、風味付け以外の食用油脂を使わない、調味料の量を半減させる、栄養素の流出を減らす、1つの鍋で複数を同時に調理できる、調理器具をあまり汚さない、といった利点があるという。「揚げないヘルシーから揚げ」や「炒めないチャーハン」など品目も多く、このうち「揚げないヘルシーから揚げ」を実際に試したExcite Bit コネタの記者に「見た目も味も紛れも無くから揚げ」と評されるなど各種報道にも注目・評価された。

## 開発・出版の経緯
16歳から料理の道に進みフランスのル・コルドン・ブルーに学んで白馬ロイヤルホテルなどの総料理長を歴任した実績を持つ川平が、33歳のときバセドウ病を患い効率的な栄養摂取の必要が生じたことをきっかけに考案したという。彼は少なくとも2012年までに約30年間研究を続け、2002年には真空調理法に関する共著書を著し、2005年に設立したフードデザイン研究所を拠点に料理教室などを通じてこの調理法を広めたが、2012年に著書「ポリ袋レシピ」（アース・スター エンターテイメント刊）の刊行前後から後述のように報道にも採り上げられ、注目された。同書はオリコンによれば2013年2月11日付集計で週間23000部を売り上げ同ランキング第5位を記録、また出版から2013年3月までに計21万部を売り上げたという。

## 調理手順
※以下は川平による大筋の手順。目的の料理により素材の分量や調理時間は異なる。また、著書によれば加熱段階で電気炊飯器や電気ポットを用いても良いとされる。
1. 料理の素材や調味料をポリ袋に入れる。このとき、ポリ塩化ビニル製の「ビニール袋」では熱に耐えられず溶けてしまうので、必ず高密度ポリエチレン製の（半透明の）「ポリ袋」を使う[3]。また、肉や魚などは調理前に湯で灰汁抜きをする。
2. 空気を入れ袋の口をひねって振り、素材と調味料をよく混ぜる。
3. 水を張ったボウルに袋を浸け、水圧で中の空気を抜く。
4. 袋の口をねじり上げ、なるべく袋の口に近い部分で結ぶ。具材に近い位置で結ぶと水蒸気の膨張により袋が破裂する危険があるので注意する。
5. 緩衝物となる皿などを鍋底に敷き、湯を一旦沸騰させた後で火を弱め、沸点（底から泡の出る状態）を維持する。
6. 平らにならした具材をポリ袋のまま湯に入れ、目的の料理ごとに設定された時間湯煎する。
7. 湯煎が完了すれば完成。

## 報道など
※ただし、検証できる出典の得られたものに限る。

### テレビ番組
- テレビ東京「たけしのニッポンのミカタ!」2012年3月9日[11]
- NHK総合テレビジョン「ゆうどきネットワーク」2012年12月5日[12]
- テレビ東京「L4 YOU!」2012年12月20日放送分[13]
- ABCテレビ「おはよう朝日です」2012年12月24日[14]
- TBSテレビ「はなまるマーケット」2012年12月25日[15]
- フジテレビ「情報プレゼンター とくダネ!」2013年1月28日[16]

### ラジオ番組
- JFNC「デイリーフライヤー」2012年10月10日[17]
- JFNC「News Delivery -Evening Edition-」2012年10月24日[18]
- 文化放送「グッチ裕三 日曜うまいぞぉ!」2012年12月23日[19]

### 新聞
- 産経新聞2012年10月28日[2]
- 毎日新聞2013年3月5日[8]

### 雑誌
- 学研パブリッシング「FYTTE」2013年3月号[20]
- 小学館「女性セブン」2013年2月21日号[21]
- PHP研究所「PHPくらしラク〜る」2013年3月号[22]

### インターネット
- 日経BP「日経トレンディネット」2012年10月23日[3]
- エキサイト「Excite Bit コネタ」2013年1月16日[4]
- ナリナリドットコム2013年2月6日[23]
- オリコン2013年2月7日[7]

## 書誌情報

### 関連書籍
- 川平秀一、2005、『シェフ川平のかんたん「真空調理」』、情報センター出版局 ISBN 978-4-7958-2923-7[25]
- 川平秀一、2013、『油を使わずヘルシー調理! ポリ袋レシピ2』、アース・スター エンターテイメント ISBN 978-4-8030-0451-9[26]
- 川平秀一、2013、『ポリ袋で作るおいしいレシピ』、二見書房 ISBN 978-4-5761-3049-1[27]